# Acuerdo de paz entre el Estado colombiano y el M-19

El Acuerdo de paz entre el Estado colombiano y el Movimiento 19 de abril (M-19) fue el resultado de las conversaciones llevadas a cabo durante el gobierno de Virgilio Barco (1986-1990) en representación del Estado colombiano y la guerrilla del Movimiento 19 de abril (M-19) en armas desde 1974, para dar fin al conflicto entre las dos partes firmado en Bogotá el 9 de marzo de 1990. 
Se trató del primer acuerdo firmado en América Latina entre un gobierno y una guerrilla. Es considerado como un acuerdo de paz exitoso (a pesar del asesinato del líder del M-19 Carlos Pizarro Leongómez un mes y medio después de su firma y el asesinato de sus excombatientes) por la participación política que tuvieron los excombatientes (siendo el primer grupo en desmovilizarse en Colombia y en obtener participación política). primero como la Alianza Democrática M-19 que participó en la Asamblea Constituyente de 1991 y luego tras la disolución de la misma en movimientos independientes y parte de otros. En 2022 fue elegido como presidente de Colombia Gustavo Petro exmilitante del M-19.

## Antecedentes

### Acuerdos de Corinto, Hobo y Medellín
En agosto de 1984, durante el gobierno de Belisario Betancur se firmaron con las guerrillas del Movimiento 19 de abril (M-19) y el Ejército Popular de Liberación (EPL) en Corinto (Cauca), Hobo (Huila) y Medellín, unos acuerdos fruto de las negociaciones de paz con esos grupos, pactando el cese al fuego y la preparación de un diálogo nacional de paz, al mismo tiempo el gobierno firmaba el Acuerdo de La Uribe con las Fuerzas Armadas Revolucionarias de Colombia - Ejército del Pueblo (FARC-EP).

Sin embargo los acuerdos se romperían por acciones de sectores opuestos a los acuerdos en las Fuerzas Militares y enfrentamientos como la Batalla de Yarumales, la Campaña de pie Colombia, la Masacre del Suroriente de Bogotá por la Fuerza Pública, la Toma del Palacio de Justicia el 6 y el 7 de noviembre de 1985 realizada con el fin de hacerle un juicio político al presidente Belisario Betancur por el incumplimiento a los Acuerdos de Corinto, Hobo y Medellín y la retoma del Palacio de Justicia por parte de la Fuerza Pública. La guerra se recrudeció con acciones como la Toma de Urrao (Antioquia), el Batallón América los asesinatos de Augusto Lara Sánchez, Álvaro Fayad, Gustavo Arias Londoño, los ataques a la Embajada de los Estados Unidos en Bogotá, y el atentado al ministro de gobierno Jaime Castro.

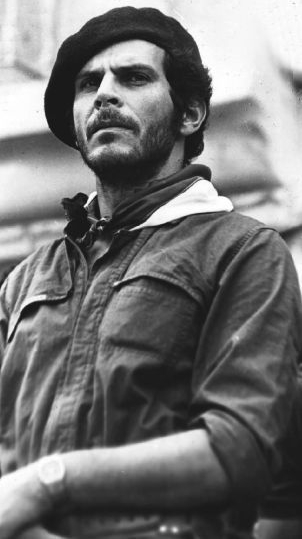
Carlos Pizarro Leongómez, último Comandante del M-19 entre 1986-1990.

### Gobierno de Virgilio Barco
Durante el gobierno de Virgilio Barco el M-19 realizó tomas guerrilleras a poblaciones, el robo de los restos de Juan Agustín Agualongo y adelanto la conformación de la Coordinadora Guerrillera Simón Bolívar (CGSB), además de acciones conjuntas con el EPL en Antioquia y el M.A. Quintín Lame en Cauca. Tras la reunión de la comandancia del M-19, “Un solo propósito: la democracia, un solo enemigo: la oligarquía, una sola bandera: la paz‟ y el secuestro de Álvaro Gómez Hurtado el M-19 decide iniciar las negociaciones de paz con el gobierno.
 El 29 de mayo de 1988, el dirigente conservador Álvaro Gómez Hurtado fue secuestrado en Bogotá por el M-19. En ese entonces cambia la estrategia del M-19 se propone entonces 'Guerra a la oligarquía, paz a las Fuerzas Armadas, y vida a la Nación'. El grupo exigió a cambio de su liberación nuevos diálogos de paz y el establecimiento de una Asamblea Nacional Constituyente. Durante el cautiverio que duró 53 días, Gómez intercambió cartas con el comandante Carlos Pizarro. Al momento del plagio, miembros del M-19 asesinaron al escolta Juan de Dios Hidalgo.El 20 de julio de 1988 se concretó la liberación de Álvaro Gómez.

## Negociación

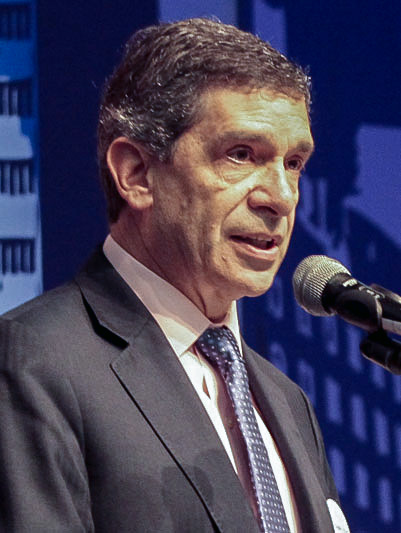
Rafael Pardo, representante del gobierno colombiano en las negociaciones.

Las negociaciones de paz se adelantaron durante el gobierno de Virgilio Barco entre el Consejero de Paz de la Presidencia, Rafael Pardo como representante del gobierno y Carlos Pizarro Leongómez acompañado por Germán Rojas, Marcos Chalita y Antonio Navarro. Tuvieron la participación de la sociedad civil y de la iglesia católica a través de la Comisión de Convivencia Democrática y de la Comisión de Notables. Realizaron foros en distintas regiones del país como Cauca, Tolima y Magdalena Medio. Se conformaron Mesas de Análisis y Concertación, acordadas por ambas partes, participaron entre abril y octubre de 1989 por los guerrilleros del M-19, representantes del gobierno, los partidos Liberal y Conservador, gremios, sindicatos, universidades y organizaciones sociales y populares y la Iglesia como tutora moral del proceso.  En 1989 en medio de las negociaciones fue asesinado en Bogotá Afranio Parra junto a otros militantes por la PolicÍa Nacional.
Este proceso duro 14 meses y fue iniciado en enero de 1989 y finalizó con la firma del acuerdo de paz el 9 de marzo de 1990.

## Puntos del acuerdo
El acuerdo de paz contenía 10 puntos, 7 de carácter político e implicó el indulto con la Ley 77 de 1989 a los miembros del M-19 y permitió su participación en la Asamblea Nacional Constituyente de 1991, para modificar la constitución la cual hasta entonces no garantiza la creación y desarrollo de otros partidos políticos diferentes a los dos partidos tradicionales, ni daba espacio de representación a las minorías.  La Internacional Socialista participó como garante y testigo del proceso y del acuerdo de paz.
Los puntos del acuerdo fueron:
1. Incorporación a la vida civil.
2. Circunscripción Especial de Paz.
3. Fondo Nacional para la Paz.
4. Reforma electoral.
5. Reforma a la justicia.
6. Comisión académica no gubernamental sobre Estupefacientes
7. Otros temas relacionados con el Pacto Político por la Paz y la Democracia.
8. Desmovilización y dejación de las armas. Garantías jurídicas y programas productivos y de reinserción social.
9. Comisión de seguimiento.
10. Plan de seguridad.

## Amnistía
En julio de 1992 fue aprobada la Ley 7 de 1992, de indulto y amnistía al M-19, ponencia del entonces senador Álvaro Uribe.

## Desmovilización
El 8 de marzo de 1990 realizaron la dejación de armas en su campamento de Santo Domingo (Cauca), liderados por su entonces comandante máximo Carlos Pizarro, bajo la vigilancia de varios militares en retiro, que fueron delegados por la Internacional Socialista, así como representantes de los gobiernos de Ecuador, Perú y Bolivia. el 9 de marzo fue el acto oficial en Caloto (Cauca), el Frente Sur se desmovilizó en Suaza (Huila) y en la tarde de ese día, la firma de la desmovilización entre el presidente Virgilio Barco y Carlos Pizarro, para convertirse en grupo político que se conoció como Alianza Democrática M-19.
Las armas del M-19 fueron fundidas en lingotes para la realización de un monumento la cual no se ha llevado a cabo. Varios de los excombatientes del M-19 y otros grupos guerrilleros fueron capacitados por la Universidad Pedagógica Nacional entre 1991 y 1996. También se capacitaron exmilitantes en la Universidad del Valle. La recopilación histórica sobre el M-19 se encuentra en el Centro de Documentación y Cultura para la paz.

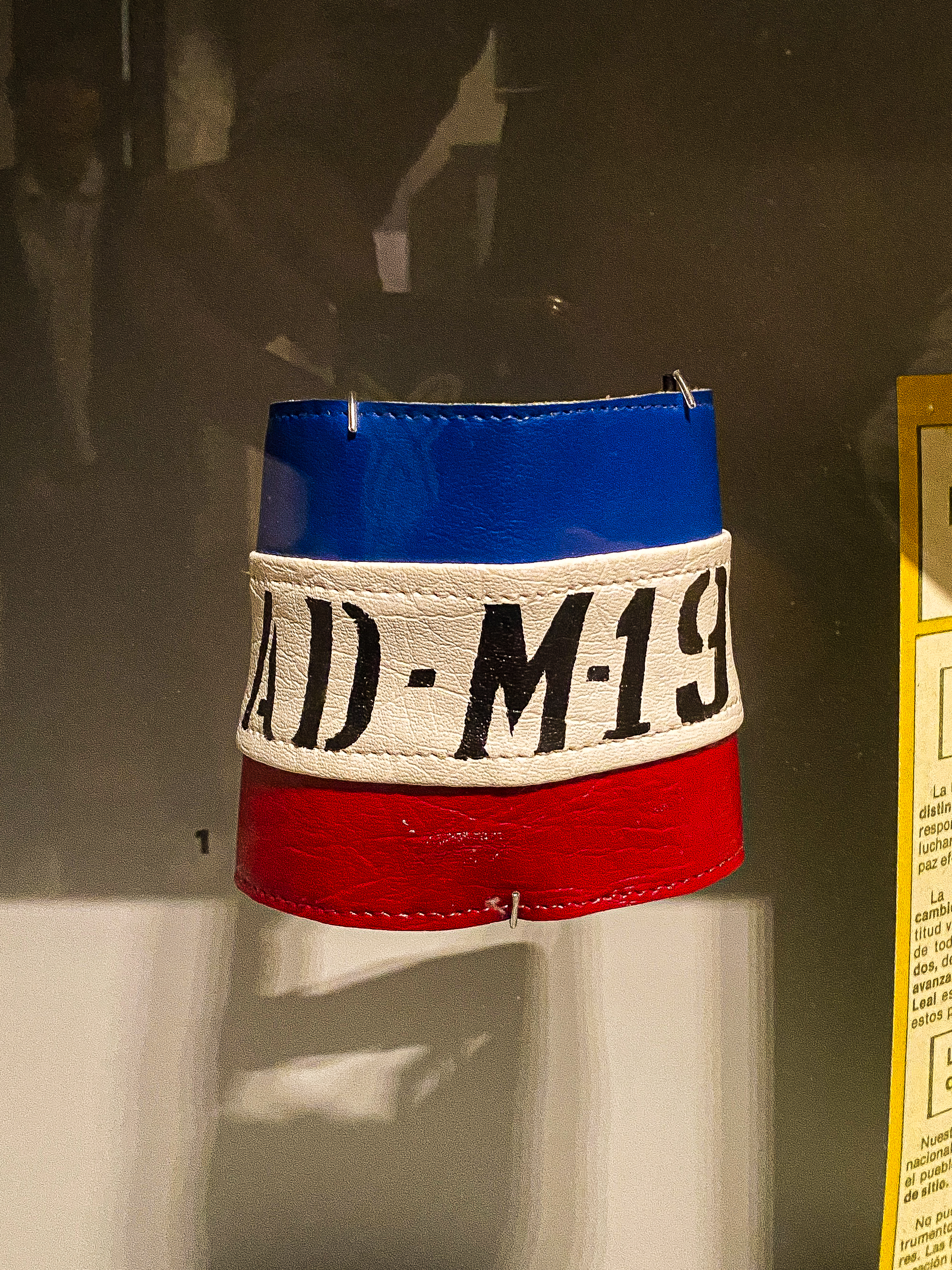
Brazalete de la Alianza Democrática M-19.

## Consecuencias

### Asamblea Nacional Constituyente
Ante la negativa del gobierno de hacer una consulta popular que autorizara el cambio constitucional incluyendo una opción en las papeletas para las votaciones generales del 11 de marzo de 1990, movimientos sociales y los estudiantes, en particular los de las Universidades Públicas, decidieron hacer un movimiento a nivel nacional para que la población incluyera una "Séptima papeleta" que aglomeró mucho respaldo. El ejecutivo conformó una Asamblea Nacional Constituyente.

### Alianza Democrática M-19
Durante el gobierno de César Gaviria (1990-1994) se presentaron a las elecciones de la Asamblea Nacional Constituyente y el Partido Alianza Democrática M-19 obtuvo 19 curules en la circunscripción especial logrando por este medio la mayor cantidad de puestos para la Asamblea que fue convocada con objeto de redactar la Constitución de 1991.
Antonio Navarro fue elegido para ser copresidente de la Asamblea, junto a Álvaro Gómez Hurtado y Horacio Serpa y en consecuencia firmó la Constitución, promulgada en Bogotá el 4 de julio de 1991. Luego de su participación en la Asamblea Nacional Constituyente, Navarro fue nombrado ministro de Salud por el presidente César Gaviria. Fue también alcalde de la ciudad de Pasto, representante a la Cámara, Gobernador y senador.
En las elecciones de 1991, luego que se disolviera la Asamblea Nacional Constituyente, el M-19 obtendría 9 senadores y 12 representantes. En las elecciones de 1994 las 12 listas que inscribió el M-19 no obtendrían la cantidad de votos necesarios para aspirar a una curul en el senado y ya para 1998 la votación del M-19 su votación apenas superó los 30 000 votos y su último candidato presidencial fue Germán Rojas Niño.

### Otros acuerdos de paz
La decisión de desmovilizarse sería seguida por el MAQL, el EPL, la CRS y algunos sectores del ELN.